# Poljana (Vrbovsko)
Pour les articles homonymes, voir Poljana.
Poljana est une localité de Croatie située dans la municipalité de Vrbovsko, comitat de Primorje-Gorski Kotar. En 2001, la localité comptait 14 habitants.

## Démographie
| 1948 | 1953 | 1961 | 1971 | 1981 | 1991 | 2001 |
| ---- | ---- | ---- | ---- | ---- | ---- | ---- |
| 19   | 17   | 17   | 8    | 20   | 13   | 14   |